# Turbina Pelton

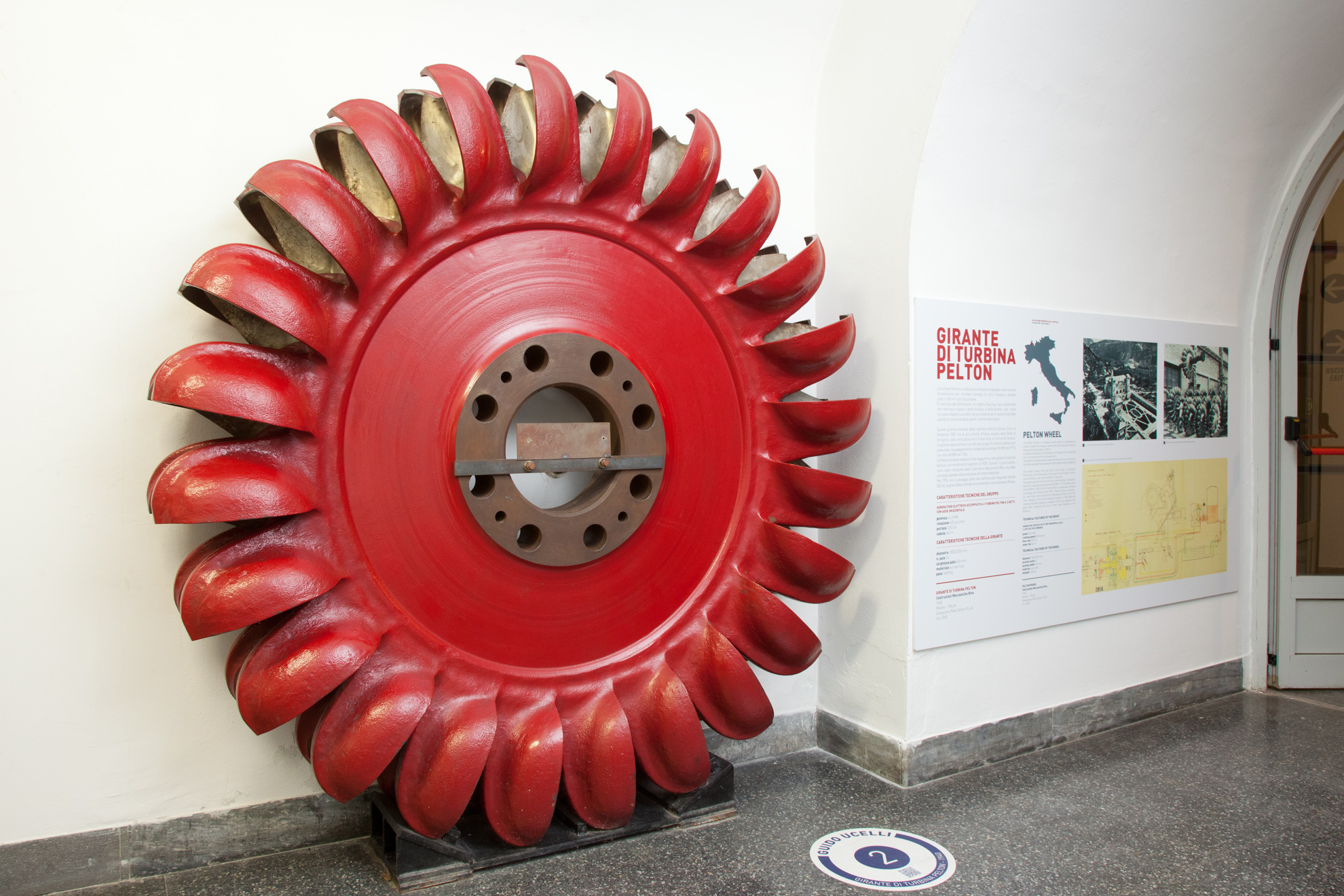
Girante di turbina tipo Pelton esposta al Museo nazionale della scienza e della tecnologia Leonardo da Vinci, Milano.

La turbina Pelton, inventata (Brevetto 1880) dal carpentiere Lester Allan Pelton nel 1879 mentre lavorava in California, è la turbina idraulica ad azione con rendimento più elevato. È utilizzata per grandi salti (molto maggiori di 15 m, di solito tra i 300 e i 1400 m) e piccole portate (inferiori a 50 m³/s), si utilizza quindi solitamente per i bacini idroelettrici alpini.

## Generalità
L'energia potenziale dell'acqua ({\displaystyle {\mathit {U=mgh}}}) accumulata ad elevate altitudini giunge alla turbina tramite dei "condotti forzati" (grosse tubature) che conducono l'acqua a valle. Un ugello (o più di uno) indirizzano l'acqua sulle pale della Pelton determinandone la rotazione. L'ugello grazie alla sua forma trasforma in energia cinetica ({\displaystyle E={\frac {1}{2}}mv^{2}}) tutta la pressione contenuta nei condotti, così il getto sulla turbina non sarà in pressione: proprio per questo la turbina Pelton è una turbina ad azione (vedi stadi ad azione).

La forma delle pale è quella di due cucchiai appaiati, tra i quali si trova un tagliante che divide a metà il getto, per farlo uscire ai lati sotto forma di due getti separati ed equilibrare la spinta sui due lati della turbina, evitando l'urto dell'acqua in ritorno dalla paletta contro la paletta successiva (evento che ridurrebbe il lavoro prodotto).

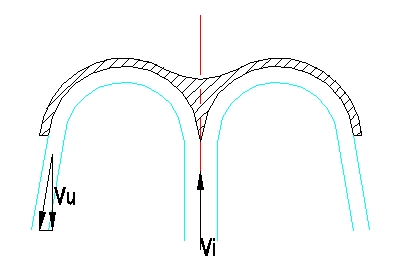
Sezione della pala con getto incidente

Il flusso di acqua in uscita dall'ugello viene deviato di circa 180° dalle pale della turbina, che, come conseguenza, subiscono una spinta (verso l'alto nel disegno) come reazione alla deviazione del flusso stesso. Tale spinta è pari a:
{\displaystyle S=\rho \cdot Q\cdot (V_{i}-V_{u})}
dove: {\displaystyle \rho } = densità di massa del fluido, {\displaystyle Q} = portata, {\displaystyle V_{u}} = componente tangenziale della velocità in uscita, {\displaystyle V_{i}} = componente tangenziale della velocità in ingresso.
Le pale "in presa", contribuenti alla rotazione poiché contengono acqua, sono sempre più di una, questo è necessario per avere regolarità nella spinta.
Un aspetto da non trascurare è il diametro della girante: più è grande, minore sarà la velocità di rotazione {\displaystyle \omega },
{\displaystyle u=\omega \cdot {\frac {D}{2}}}
ove: {\displaystyle u} è la velocità tangenziale, {\displaystyle D} il diametro della girante.
Una girante lenta è poco apprezzata in una centrale idroelettrica, poiché fa aumentare i costi a parità di energia prodotta; per questo motivo si utilizzano tipicamente alternatori a magnete rotante bipolare, il che significa una velocità di rotazione di 3000 giri/min (=50 giri/s) per la generazione della corrente AC a 50 Hz usata in Europa (3600 giri/min e 60 Hz negli USA).

## Caratteristiche

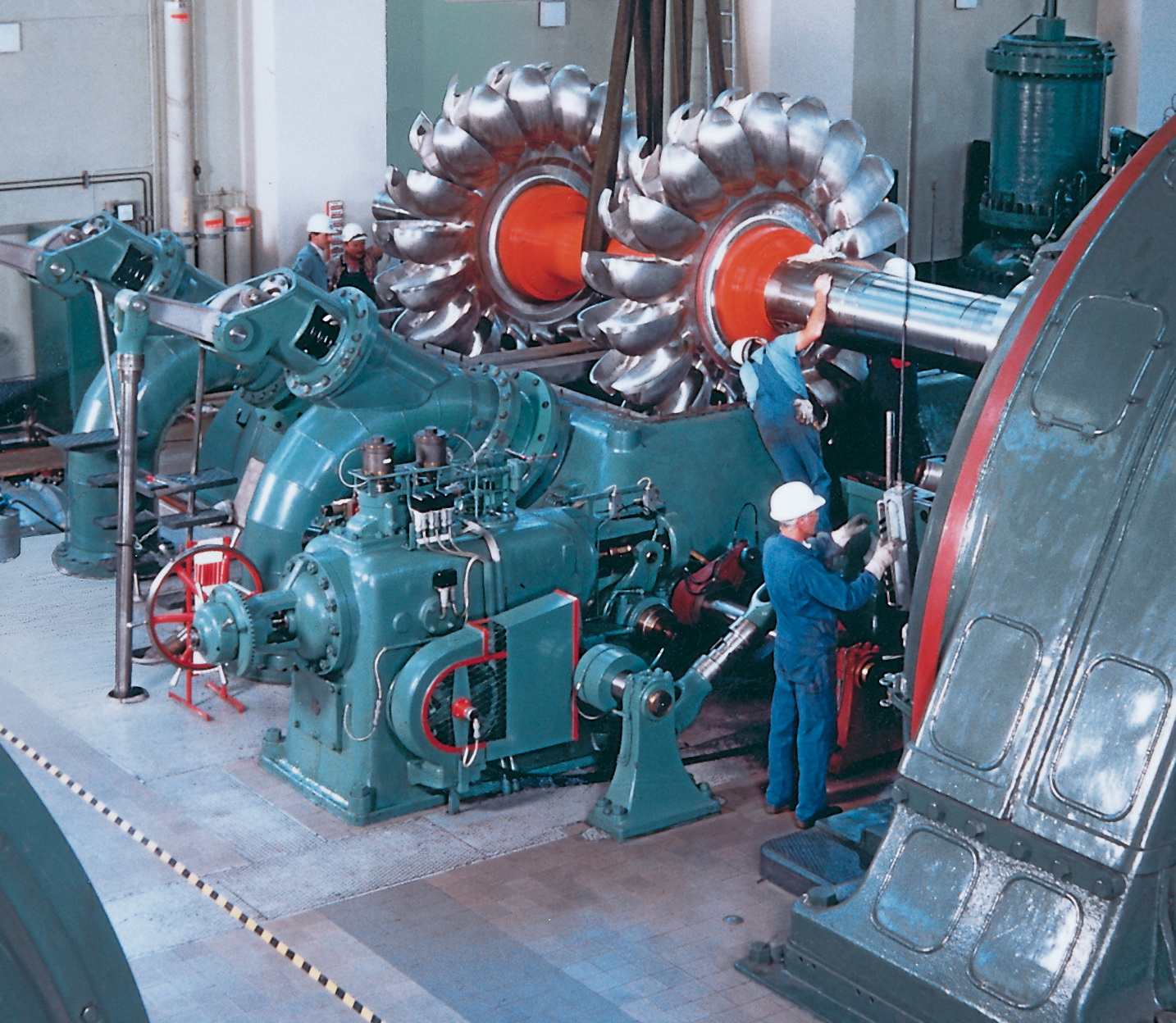
Montaggio di due giranti Pelton coassiali

La massima spinta avviene quando è ferma, ovvero quando la differenza tra la velocità del getto e della girante è più grande, quindi una caratteristica positiva di questo tipo di turbina è avere un transitorio di avviamento molto breve.
Un altro aspetto particolarmente apprezzato è l'ampio margine di regolazione della girante, si può regolare la portata del getto, riducendolo in sezione (quindi per ottenere una potenza minore), senza che vada ad influire negativamente sul rendimento della trasformazione energetica. La regolazione della sezione avviene mediante una spina (ago doble) che scorrendo orizzontalmente va ad ostruire tutta la sezione del getto o parte di essa. La regolazione mediante ago non può essere improvvisa, in modo da evitare colpi d'ariete indesiderati. Un altro strumento utile in regolazione è il tegolo deviatore che intercetta parte del flusso in uscita dall'ugello, deviandolo.
I salti su cui si impiegano le turbine Pelton vanno generalmente dai 1.400 m fino anche ai 300 m: ovviamente l'architettura della girante tra i due estremi varierà abbastanza. Man mano che il salto decresce, cioè scendendo a valle, si ha un bacino di raccolta maggiore con conseguenti portate più impegnative. Per far fronte a questo fenomeno è necessario impiegare Pelton con cucchiai più grandi oppure suddividere il getto in più parti, così da avere la Pelton poligetto. Questa seconda soluzione permette di utilizzare giranti più piccole di diametro e quindi che ruotano più velocemente.
Un difetto intrinseco di questa turbina è quello di non potere utilizzare l'intera altezza del salto, in quanto la girante, non potendo essere immersa nel canale di scarico, è sollevata rispetto al pelo dell'acqua libera; una quota del salto, quindi, maggiore del raggio della girante, è persa.
L'inconveniente è chiaramente tanto più trascurabile quanto più il salto dell'acqua è elevato.

## Triangoli di velocità

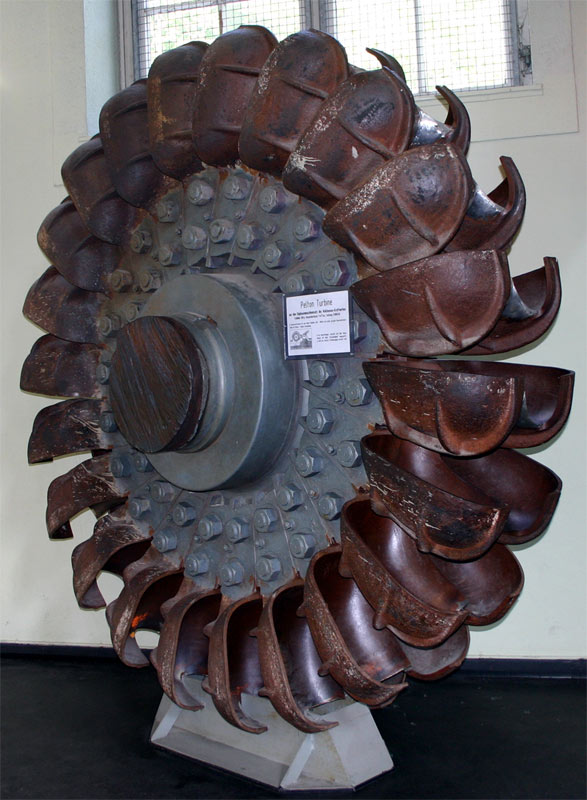
Turbina Pelton. È utilizzata per grossi salti d'acqua

La portata d'acqua viene fatta impattare sulle pale grazie a dei getti (di numero variabile) di diametro pari a {\displaystyle d}. Tale portata può essere variata grazie alla spina Doble che riduce al minimo le perdite di attrito nel momento in cui viene occlusa parte della sezione di passaggio.
La velocità {\displaystyle v} con cui il flusso impatta sulle pale dipende esclusivamente dalla caduta disponibile: applicando il principio di conservazione dell'energia, conosciuta come velocità torricelliana si ottiene {\displaystyle v={\sqrt {2gH_{u}}}}. Il triangolo di velocità in ingresso degenera in una retta poiché in condizioni di funzionamento la velocità di trascinamento {\displaystyle u} ha la stessa direzione di {\displaystyle v}. Per cui {\displaystyle w_{1}} (velocità relativa) ha modulo pari alla differenza {\displaystyle v-u}.
La pala devia il flusso in due parti (essa permette una risultante della variazione di quantità di moto in direzione assiale nulla): la velocità relativa di uscita presenta un angolo beta (che coincide con quello fluidodinamico in condizioni ideali) e ha modulo minore di {\displaystyle w_{1}} per via delle perdite in girante (che in verità non sono elevatissime in questa turbina), la velocità di trascinamento è sempre la stessa (vedi geometria della turbina).
Il rendimento idraulico presenta un massimo per un rapporto {\displaystyle {\frac {u}{v}}} pari a 0,48; infatti le perdite per attrito ventilante spostano il punto di massimo (nel caso ideale infatti il rapporto vale 0,5).
La componente {\displaystyle v_{{2}_{y}}} in figura permette di evitare l'urto dell'acqua sulla paletta adiacente.

### Potenza

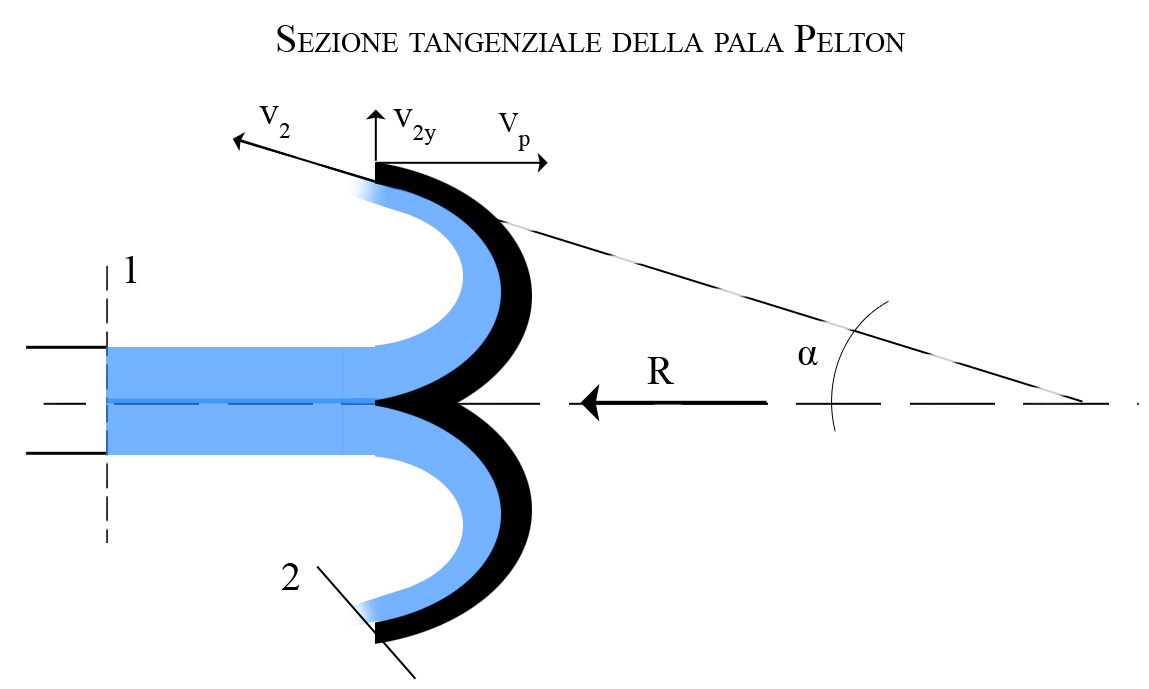
Sezione tangenziale della pala Pelton

La potenza di una turbina Pelton sarà data dalla forza che l'acqua esercita sulla turbina per la velocità periferica, cioè la velocità della parte più esterna della turbina.
{\displaystyle W=R\cdot v_{p}=\rho \cdot Q\cdot (v_{1}-v_{p})\cdot (1+\cos \alpha )\cdot v_{p}}

#### Dimostrazione
Iniziamo con scrivere il principio di conservazione della quantità di moto, proiettato lungo l'asse che passa tra il centro dell'ugello e il centro della turbina. Non consideriamo le forze gravitazionali perché in un tratto così breve sono trascurabili. Possiamo scrivere:
{\displaystyle {\overline {G}}+{\overline {\Pi }}={\overline {m}}_{2}-{\overline {m}}_{1}}
{\displaystyle R=\rho \cdot Q\cdot v_{1}\cdot \cos \alpha +\rho \cdot Q\cdot v_{1}=\rho \cdot Q\cdot v_{1}\cdot (1+\cos \alpha )}
Dove:
- R è la risultante delle forze orizzontali
- ρ è la densità, 1000 kg/m³
- Q è la portata in [m³/s]
- v1 è la velocità dell'acqua all'uscita dell'ugello

La potenza sarà data da:
{\displaystyle W=R\cdot v_{p}=\rho \cdot Q\cdot v_{1}\cdot (1+\cos \alpha )\cdot v_{p}}
Per trovare il massimo rapporto tra la velocità periferica e la velocità dell'acqua, per avere un più alto rendimento, scriviamo la derivata rispetto alla velocità periferica della potenza:
{\displaystyle W'=\rho \cdot Q\cdot (1+\cos \alpha )\cdot (v_{1}-2\cdot v_{p})}
Secondo l'analisi matematica poniamo uguale a zero per sapere dove abbiamo un massimo:
{\displaystyle \rho \cdot Q\cdot (1+\cos \alpha )\cdot (v_{1}-2\cdot v_{p})=0}
{\displaystyle v_{1}-2\cdot v_{p}=0}
{\displaystyle v_{p}={\frac {v_{1}}{2}}}

### Rendimento
La particolarità della superiorità a livello di rendimento della turbina Pelton, deriva dalla pala a forma di cucchiaio, che permette di recuperare parte della potenza generata. Il rendimento dipenderà dall'angolo α, cioè l'angolo che si genera tra il limite esterno del cucchiaio e la mezzeria del cucchiaio. Il rendimento sarà dato da:
{\displaystyle \eta ={\frac {1+\cos \alpha }{2}}}

#### Dimostrazione
Innanzi tutto possiamo dire che il rendimento di una turbina potrà essere uguale al quoziente tra la potenza efficace diviso quella disponibile. In termini matematici sarà:
{\displaystyle \eta ={\frac {W_{\text{efficace}}}{W_{\text{totale}}}}={\frac {\rho \cdot Q\cdot (v_{1}-v_{p})\cdot (1+\cos \alpha )\cdot v_{p}}{\rho \cdot Q\cdot \cdot v_{1}\cdot v_{p}}}}
È dimostrato che il rendimento massimo sarà quando la velocità periferica della pala vp è uguale alle metà della velocità del getto all'uscita dell'ugello, v1: {\displaystyle v_{p}={\frac {v_{1}}{2}}}. Sostituendo nell'espressione sopra:
{\displaystyle \eta ={\frac {\rho \cdot Q\cdot (v_{1}-{\frac {v_{1}}{2}})\cdot (1+\cos \alpha )\cdot v_{p}}{\rho \cdot Q\cdot v_{1}\cdot {\frac {v_{1}}{2}}}}}
Semplificando, possiamo scrivere:
{\displaystyle \eta ={\frac {(1+\cos \alpha )\cdot {\frac {v_{1}^{2}}{4}}}{\frac {v_{1}^{2}}{2}}}}
Quindi basta semplificare per scrivere l'equazione finale:
{\displaystyle \eta ={\frac {1+\cos \alpha }{2}}}

## Esempio di potenza
Una turbina Pelton serve principalmente per produrre energia elettrica tramite la trasformazione di energia. Per fare questo una certa quantità d'acqua da un certo dislivello viene fatta passare per un tubo di diametro maggiore per poi concentrarsi in un ugello che sprigiona un flusso d'acqua che fa girare la turbina. L'impianto comprende un lago di raccolta delle acque, che sarà ad un dislivello rispetto alla centrale ΔZ, una condotta che avrà una lunghezza L, il rendimento η sarà dato dal tipo di impianto che avremo, mentre il tubo principale avrà un diametro maggiore D mentre l'ugello avrà un diametro molto più piccolo, d, mentre è difficile calcolare in anticipo le perdite di carico distribuite, J che avremo.
Il carico totale h sarà dato da:
{\displaystyle h=\Delta z-J\cdot L[m]}
Ipotizziamo, in maniera ideale, che le perdite di carico siano nulle, ΔZ=h
Usando la velocità torriceliana, sappiamo che la velocità del flusso d'acqua all'uscita dell'ugello sarà:
{\displaystyle v_{g}={\sqrt {2gh}}[{\frac {m}{s}}]}
Quindi possiamo calcolare la velocità nel tubo principale, sapendo che la portata si conserva ed equivale a Q= Ωd * vg
{\displaystyle v_{D}={\frac {Q}{\Omega _{D}}}}
Quindi, possiamo utilizzare la formula inversa, derivante dalla Formula di Chézy per calcolare le perdite di carico, conoscendo il materiale del tubo, possiamo ipotizzare ks il Coefficiente di Strickler-Manning, e sapendo la forma della tubazione, il raggio idraulico, che per una tubazione rotonda equivale a D/4. Pertanto
{\displaystyle J={\frac {v_{D}^{2}}{k_{s}^{2}\cdot R^{\frac {4}{3}}}}}
Le perdite di carico dovranno essere minore del 10%, altrimenti c'è qualcosa che non va. Possiamo riprocedere ai calcoli, considerando però le perdite di carico:
{\displaystyle h'=\Delta z-J\cdot L[m]}
{\displaystyle v_{g}'={\sqrt {2gh'}}[{\frac {m}{s}}]}
Quindi possiamo calcolare la potenza della turbina:
{\displaystyle W=\rho \cdot g\cdot h'\cdot Q\cdot \eta [W]}